# William Scott (rugby à XV)
Pour les articles homonymes, voir Scott et William Scott.
Pas d'image ? Cliquez ici

b Matchs officiels uniquement.
William Patrick Scott, né le 18 mars 1880 à Wishaw et décédé le 1er juin 1948, est un joueur de rugby écossais, évoluant avec l'Écosse au poste d'avant.

## Biographie
William Scott a disputé son premier test match le 24 février 1900 contre l'Irlande.
Il joue avec l'Écosse le 18 novembre 1905 contre l'équipe de Nouvelle-Zélande de rugby à XV en tournée en 1905-1906 un match perdu 12-7 et une rencontre contre l'équipe d'Afrique du Sud de rugby à XV en tournée en 1906 un match gagné 6-0, le seul match perdu par les Springboks lors de cette tournée. 
Il a disputé son dernier test match le 16 mars 1907 contre l'Angleterre.
Il joue 21 matchs avec l'équipe nationale.
William Scott est sélectionné pour la tournée en Afrique du Sud de 1903 des Lions britanniques, équipe conduite par l'Écossais Mark Morrison, il dispute trois test-matches.
En 1935, il devient le 56e président de la Fédération écossaise de rugby à XV.

## Statistiques en équipe nationale

### Avec l'Écosse
- 21 sélections pour l'Écosse
- 1 transformation, 2 points
- Sélections par année : 2 en 1900, 2 en 1902, 3 en 1903, 3 en 1904, 4 en 1905, 4 en 1906, 3 en 1907
- Participation aux tournois britanniques en 1902, 1903, 1904, 1905, 1906, 1907

- Victoire et triple couronne en 1903 et 1907.

### Avec les Lions
- Afrique du Sud 1903, 3 sélections